# Октябрь (Кигинский район)
Октя́брь (баш. Октябрь) — деревня в Кигинском районе Республики Башкортостан Российской Федерации. Входит в состав Нижнекигинского сельсовета.

## География
Расстояние до:
- районного центра (Верхние Киги): 12 км,
- центра сельсовета (Нижние Киги): 8 км,
- ближайшей ж/д станции (Сулея): 55 км.

## Население
| 2002 | 2009 | 2010 |
| ---- | ---- | ---- |
| 62   | ↘42  | ↘40  |